# Сынни
Ли Сын Хён (кор. 이승현, кит. 李昇炫; род. 12 декабря 1990 года, более известный как Сынни́) — бывший южнокорейский певец, автор песен, музыкальный продюсер, актёр, предприниматель, инвестор, диджей и креативный директор, бывший участник бойбенда Big Bang.
Помимо деятельности в группе, Сынни выпустил три альбома: V.V.I.P (2011), Let’s Talk About Love (2013) и The Great Seungri (2018). В 2008 году он дебютировал как актёр мюзикла «Ливень», и уже в 2009 году в свет вышли два фильма с его участием: «Девятнадцать» и «Зачем ты пришёл ко мне домой?». В последние годы карьеры Сынни стал предпринимателем, открыв танцевальную академию, став владельцем ночного клуба и ресторана, основав свой собственный лейбл и вкладывая деньги в различную деятельность.
11 марта 2019 года Сынни разорвал эксклюзивный контракт с YG Entertainment и ушёл из индустрии после того, как всплыли данные о пособничестве в проституции в 2015 году. В 2020 году исполнитель был осуждён по поводу скандала клуба «Палящее Солнце». Военный суд состоялся 16 сентября 2020 года, где Сынни отрицал 7 обвинений из 8, признав лишь нарушение Закона об операциях с иностранной валютой. 12 августа 2021 года артист был приговорён к 3 годам лишения свободы и штрафу в 1,15 млрд вон ($970,000); Сынни, как и сторона обвинения, обжаловали приговор. 27 января 2022 года, после того, как Сынни подал последнюю апелляцию в Высший военный суд, его приговор смягчили до 18 месяцев тюремного заключения после того, как он признал вину по всем выдвинутым обвинениям и заявил, что обдумает свои действия.

## Биография
Сынни родился 12 декабря 1990 года в Кванджу, Республика Корея. В детстве он начал развивать свои танцевальные навыки, и был участником танцевальной группы II Hwa, где также впервые попробовал себя в качестве певца. Мечтая о карьере в индустрии развлечений, в подростковом возрасте Сынни пошёл на реалити-шоу «Сразись с Shinhwa!», однако был исключён уже в девятом эпизоде. Тем не менее, представители YG Entertainment, одного из трёх крупных агентств Кореи, предложили ему пройти прослушивание в новый бойбенд с пятью другими участниками: T.O.P, Тхэяном, G-Dragon, Тэсоном и Хёнсыном. Формирование группы транслировалось на телевидении. Несмотря на то, что изначально в группе должно было быть шесть участников, Хёнсын и Сынни оказались в риске исключения из-за нехватки навыков, и в финальном раунде им нужно было показать выступление Ян Хён Соку, основателю YG. По итогам выступления был исключён Хёнсын, а Сынни остался, тем самым, став пятым и самым младшим участником будущей группы.

## Карьера

### 2006—10: Начинания в карьере

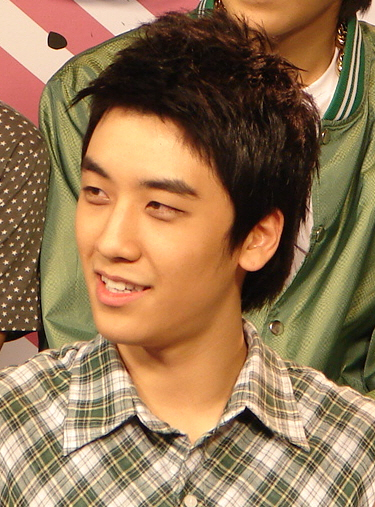
Сынни на программе в Таиланде, 2007 год

Дебют Big Bang состоялся в августе 2006 года, и уже в конце декабря группа выпустила первый студийный альбом Big Bang Vol.1 — Since 2007, специально для которого Сынни записал сольную песню «다음날 (Next Day)». Успех Big Bang в Корее возрос в 2007 году с выходом сингла «거짓말 (Lies)», который оккупировал вершины чартов на несколько недель и одержал победу в номинации «Песня Года» на Mnet Korean Music Festival. Также Сынни продолжал демонстрировать свои танцевальные навыки, соревнуясь с Тхэяном на различных шоу, и выступая против Ынхёка (Super Junior), Юнхо (TVXQ) и Тхэмина (SHINee). Кроме того, он участвовал в постановке хореографии для Big Bang.
Начиная с 2008 года, участники Big Bang, помимо групповой деятельности, также занимались индивидуальным продвижением. Так, в апреле Сынни дебютировал в театре в мюзикле «Ливень», который был оценён публикой за сюжет и за игру Сынни. В мае он стал временным ведущим музыкальной программы Music Core вместе с Тэсоном. Позднее он вернулся к деятельности Big Bang, и во втором студийном альбоме Remember выпустил собственный сольный сингл «Strong Baby». Несмотря на то, что с самого дебюта Сынни поддерживал невинный образ, так как являлся самым младшим участником, в промоушене он отошёл от изначальной концепции и демонстрировал более зрелый образ. За время промоушена Сынни трижды выигрывал на Inkigayo, тем самым получив первую «тройную корону» в карьере. В начале 2009 года, когда промоушен с Big Bang закончился, Сынни начал развивать и актёрскую карьеру: с его участием вышли фильмы «Зачем ты пришёл ко мне домой?» и «Девятнадцать»; кроме того, он сыграл в мюзикле «Крик».

### 2011—14:V.V.I.P, деятельность в Японии иLet’s Talk About Love

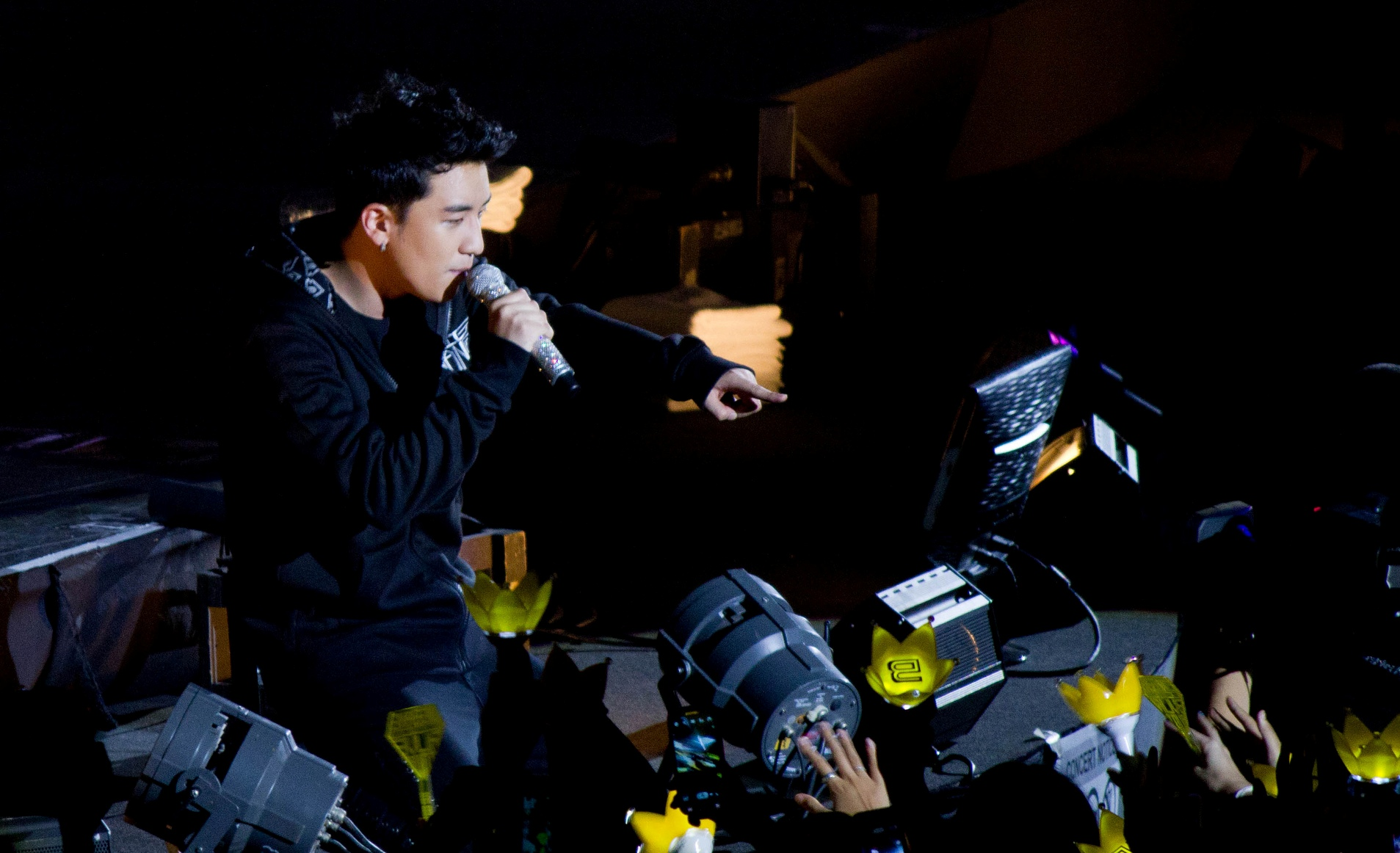
Сынни на концерте Big Bang, 2012 год

20 января 2011 года Сынни выпустил дебютный мини-альбом V.V.I.P. Для того, чтобы его сольное творчество представляло его самого, а не музыку Big Bang, он написал текст практически ко всем песням с альбома. Промоушен был ограничен, так как проходила подготовка к камбэку Big Bang. Позднее Сынни сыграл эпизодическую роль в дораме «Огни и тени».

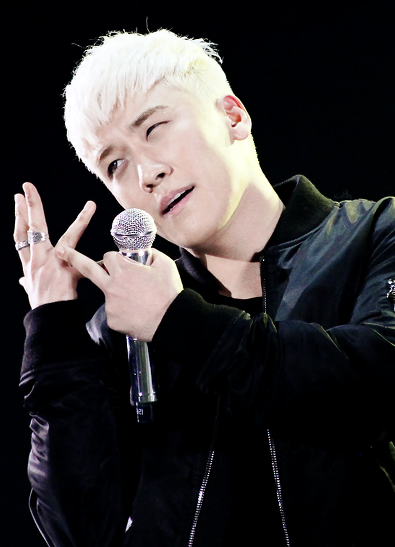
Сынни на финальном концерте Big Bang в рамках Made Tour, 2016 год

В 2012 году Сынни начал продвигаться в Японии, преимущественно на телевидении, и был ведущим многочисленных японских программ. Он также был диджеем на собственном радио-шоу Big Bang’s All Night Nippon. Позднее он сыграл эпизодическую роль в японской драме «Дело ведёт юный детектив Киндаити», основанной на одноимённой манге. Осенью, в разгар японского продвижения, исполнитель стал фигурантом секс-скандала: неизвестная заявила, что вступала с ним в интимную связь, и опубликовала фотографии в сети; YG опровергли обвинения, и Сынни взял перерыв в деятельности (в том числе в продвижении с Big Bang). Год спустя артист скажет, что этот скандал помог ему повзрослеть, и что поклонники также начали воспринимать его, как взрослого человека.
19 августа 2013 года был выпущен второй мини-альбом Let’s Talk About Love; запись проходила в течение двух лет, и Сынни вновь принимал участие в написании композиций. В октябре он выпустил японскую версию альбома для официального дебюта в Японии, и он дебютировал с вершины Oricon Albums Chart. В том же году он начал съёмки в японской драме «Любовь по переписке».

### 2015—18: Актёрская карьера иThe Great Seungri
Несмотря на то, что с 2015 по 2016 год Сынни гастролировал с Big Bang, он также успел стать судьёй на китайском шоу «Девичье сражение», и спродюсировал для него песню, которая стала успешной в китайских музыкальных чартах. Позднее он снялся в японском боевике «Взлёты и падения».
В марте 2018 года на экраны вышла китайская драма «Лишь любовь», где Сынни исполнил одну из главных ролей. 20 июля был выпущен первый студийный альбом The Great Seungri, в поддержку которого 4 августа стартовал первый мировой тур артиста. В том же году Сынни исполнил главную роль в дораме «Штаб-квартира YG». В ноябре он стал постоянным участником шоу «Мы свяжемся с вами».

## Скандал клуба «Палящее Солнце»

### Обвинения и уход из индустрии
В начале 2019 года в Корее появились многочисленные обвинения, связанные с ночным клубом «Палящее Солнце» (англ. Burning Sun), основанным в 2018 году. Его управлением занимались Ли Мун Хо и Ли Сон Хён, обвинения также коснулись Сынни, так как он являлся креативным директором/держателем акций, а также диджеем. Согласно сообщениям корейского новостного портала Dispatch, который и опубликовал самую первую статью по данному делу, в клубе посетители употребляли наркотические вещества, а инвесторам оказывали услуги интимного характера. СМИ также обнародовали переписку группового чата KakaoTalk, где состоял Сынни, и велось обсуждение организации услуг интимного характера, что является посредничеством проституции. 4 марта полиция провела пресс-конференцию, где они заявили, что оригинальные данные из группового чата предоставлены не были. Сынни все обвинения отрицал, и несколько дней спустя стало известно, что журналисты намеренно подделали скриншоты из группового чата, добавив туда сообщения из личных диалогов. 10 марта исполнитель сдал второй тест на наркотики, и результаты вновь были отрицательными.
11 марта Сынни опубликовал обращение к поклонникам в Instagram, где заявил, что покидает музыкальную индустрию:
Это Сынни.
Я думаю, что на данном этапе будет лучше, если я уйду из индустрии. Я принял данное решение, т.к. проблемы, вызванные мною в обществе, слишком серьёзны. Что касается вопросов, которые расследуются, то я буду тщательно расследован и раскрою все подозрения.
Получая критику и ненависть от общественности в течение последних полутора месяцев, а также учитывая ситуацию, в которой все следственные органы в стране в настоящее время ведут расследование в отношении меня, меня даже загоняют в угол как предателя нации. Лично я не могу мириться с причинением вреда всем вокруг меня, чтобы спасти себя.
Я искренне благодарю всех фанатов в Корее и за ее пределами, которые дарили мне много любви в течение последних 10 лет, и я думаю, что на этом я останавливаюсь, даже если это, по крайней мере, [для защиты] чести YG и Big Bang.
Еще раз прошу прощения и еще раз приношу свои извинения.

До сих пор я был благодарен всем.
13 марта руководство YG также объявило, что эксклюзивный контракт Сынни был расторгнут.

### Арест
1 апреля Управление столичной полиции Сеула заявило, что Сынни и его бизнес-партнёр Ю Ин Сок присваивали средства из Yuri Holdings в коммерческих целях. Общая сумма составляет приблизительно 10 млн вон ($8,400). 25 апреля Сынни вновь отрицал все обвинения, связанные с проституцией, относящиеся к рождественской вечеринке 2015 года, а Ю Ин Сок признал, что организовал и заплатил за услуги интимного характера для японских инвесторов. Согласно сообщениям, счёт за гостиницу был оплачен с корпоративной карты YG, однако Сынни заявил, что ничего об этом не знал. 8 мая, после 17 проведённых допросов, Управление столичной полиции Сеула выписало ордер на арест Сынни по следующим обвинениям: посредничество в проституции, хищение средств клуба «Палящее Солнце» и нарушение Закона о санитарии продуктов питания. 14 мая Окружной суд Сеула отклонил ордер, так как хищение средств могло быть оспорено, и также трудно подтвердить, что причины задержания артиста соблюдены ввиду уничтожения улик по оставшимся подозрениям. Кроме того, причиной отказа суда была неспособность стороны обвинения доказать наличие и объём уголовной ответственности Сынни. 15 мая полиция Сеула заявила, что повторный ордер на арест подать будет сложнее, и расследование закончится до того, как Сынни приступит к обязательной военной службе. 25 июня полиция заявила, что Сынни предъявлено 7 обвинений: предоставление секс-услуг, посредничество в проституции, растрата коммерческих средств для найма законного представителя, растрата доходов клуба «Палящее Солнце», попытка уничтожения улик, распространение незаконно снятого контента через социальные платформы и нарушение Закона о санитарии продуктов питания. 28 августа выдвинулся вопрос о связи Сынни с незаконными азартными играми.
10 января 2020 года полиция Сеула подала повторное разрешение на ордер об аресте Сынни по предъявленным ранее обвинениям. Окружной суд вновь его отклонил, так как оснований для содержания исполнителя под стражей не было.

### Суд
9 марта 2020 года Сынни заступил на обязательную военную службу, и его дело было передано в Военный суд. Судебный процесс стартовал 16 сентября, артиста судили по 8 обвинениям, из которых он признал лишь нарушение Закона об операциях с иностранной валютой. Несмотря на обвинения в посредничестве проституции, адвокат Сынни заявил, что у исполнителя не было оснований заниматься этим, и он не помнит, была ли у него интимная связь с рассматриваемой женщиной, которая, как он считал, просто хотела с ним встретиться. Во время суда свидетели подтвердили, что посредничеством проституции занимался Ю Ин Сок, а не Сынни. Обвинения в незаконных азартных играх адвокат также отрицал, как и в том, что исполнитель занимался хищением средств клуба.
14 января 2021 года прокурор обвинил Сынни в провоцировании насилия: согласно сообщению, в 2015 году он, находясь в приватной комнате бара, позвонил Ю Ин Соку, чтобы тот помог разобраться с пьяным посетителем, пришедшим к Сынни. Предполагаемая жертва заявила, что на тот момент не чувствовал(а), что ей кто-либо угрожал, и он(а) не знал(а), что Сынни имеет к этому отношение. Судебный процесс, тем не менее, столкнулся с другой проблемой: после 13-го слушанья один из свидетелей заявил, что полиция Сеула выдвинула обвинения против Сынни в том, что он никогда не делал. Другие свидетели также утверждали, что на них оказывали давление, заставляя давать ложные показания и впоследствии подделывали их, чтобы выставить Сынни виновным. 21 августа Сынни приговорили к 3 годам лишения свободы, выплате штрафа размером 1,15 млрд вон ($970,000) и немедленному задержанию.
27 января 2022 года Сынни признал все выдвинутые против него обвинения, и срок тюремного заключения был сокращён до 1,5 лет. 26 мая приговор был оставлен в силе Военным судом, Сынни был уволен из армии и переведён в гражданскую тюрьму, где отбывал оставшуюся часть срока. В феврале 2023 года освобождён после отбытия наказания.

## Другая деятельность

### Бизнес

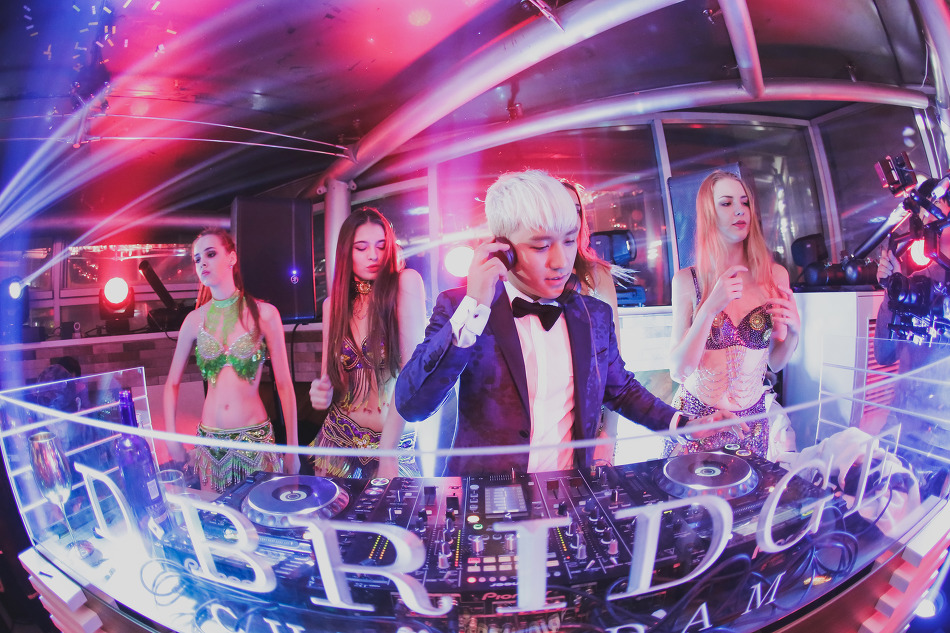
Сынни на фестивале Гэтсби, 2015 год

Сынни помог открыть два филиала танцевальной и песенной академии «Plug in Music» (также известных как «Академия Сынни»). Академия располагалась в Кванджу, родном городе исполнителя, также в Тэджоне, Мокпхо и Сеуле. Учреждение предоставляет занятия по танцам, вокалу и актёрскому мастерству. Среди студентов данной академии отмечены в том числе известные корейские исполнители: Минджи (2NE1), Джей-Хоуп (BTS), Хара (Kara) и Юнхо (TVXQ). В январе 2017 года стало известно, что Сынни закрыл академию после того, как стало известно, что одна из студенток состоит в романтических отношениях с преподавателем.
В 2014 году Сынни начал собственный ресторанный бизнес. После приобретения прав на изготовление бельгийских вафель, он открыл вафельное кафе в одном из районов Сеула, которое оставил на управление своей матери (по состоянию на 2022 год заведение закрыто). В декабре 2016 года Сынни основал сеть японских рамён-ресторанов в Сеуле. В мае 2017 года он открыл частный бар «Monkey Museum» (букв. Музей Обезьян), который работал до июня 2018 года. В том же году он запустил косметический бренд «Доктор Глодерм».
В 2018 году Сынни начал сотрудничество с лейблом Liquid State, став их представителем. В июне он стал генеральным директором YGX. В 2019 году, перед зачислением в армию, он отказался от всех своих высших должностей.

### Спорт
В мае 2015 года FC Men, подразделение футбольного клуба Сувон Самсунг Блюуингз, объявили о том, что Сынни станет частью футбольной команды, состоящей из популярных айдолов мужских групп; ему был присвоен 11 номер. У него также есть чёрный пояс по тхэквондо, и он участвовал в соревнованиях по джиу-джитсу.

### Благотворительность
С 2015 года Сынни занимался пожертвованием брикетов угля для бедных семей. Он также пожертвовал 100 млн вон корейскому подразделению организации по защите ChildFund.

## Личная жизнь

### Образование
Весной 2010 года Сынни начал обучение в Университете Чунан с Юри и Сохён (участницы Girls’ Generation), однако покинул заведение в 2012 году из-за плотного графика Big Bang. Позднее поступил в Университет Кукчжэ, где обучался дистанционно.

### Знание языков
Помимо родного корейского, Сынни знает английский, японский, севернокитайский язык и изучал кантонский диалект.

### Служба в армии
9 марта 2020 года, спустя год после начала скандала с клубом, Сынни отправился на обязательную военную службу; 8 июня 2022 года стало известно, что его уволили из армии и перевели из военной тюрьмы в гражданскую.

## Дискография

### Мини-альбомы
- V.V.I.P (2011)
- Let’s Talk About Love (2013)

### Студийные альбомы
- The Great Seungri (2018)

## Фильмография
| Год       |   | Русское название                  | Оригинальное название                                                        | Роль               |
| --------- | - | --------------------------------- | ---------------------------------------------------------------------------- | ------------------ |
| 2009      | ф | Девятнадцать                      | Nineteen                                                                     | Пак Мин Со         |
| 2009      | ф | Зачем ты пришёл ко мне домой?     | Why Did You Come to My House?                                                | Пак Чжи Мин        |
| 2010      | с | Хару                              | Haru                                                                         | Камео              |
| 2011      | с | Огни и тени                       | Lights and Shadows                                                           | Ан Чжэ Су          |
| 2013      | с | Дело ведёт юный детектив Киндаити | Kindaichi Shonen no Jikenbo (The Files of Young Kindaichi - Lost in Kowloon) | Ким Ён Дон         |
| 2013—2014 | с | Любовь по переписке               | Yubikoi ~Kimini Okuru Message~ - A Message Send To You                       | Хан Сын Хо         |
| 2014      | с | Глаза ангела                      | Angel Eyes                                                                   | Тедди              |
| 2016      | ф | Big Bang Made                     | Big Bang Made                                                                | В роли самого себя |
| 2016      | ф | Взлёты и падения                  | Highs & Lows                                                                 | Ли                 |
| 2018      | ф | Лишь любовь                       | Love Only                                                                    | Винсон             |

### Мюзиклы
| Год  | Мюзикл   |
| ---- | -------- |
| 2008 | «Ливень» |
| 2009 | «Крик»   |

## Телевизионные программы
| Год       | Программа                    |
| --------- | ---------------------------- |
| 2008—2009 | Music Core                   |
| 2010      | «Наслаждайся сегодня»        |
| 2012      | «Декларация победы Сын Чана» |
| 2013      | «Мужская еда в баре»         |
| 2013      | «Сотня популярных женщин»    |
| 2016      | «Девичье сражение»           |
| 2017      | «Бегите, Big Bang!»          |
| 2017—2018 | Mix9                         |
| 2018      | «Штаб-квартира YG»           |
| 2018      | «Мы свяжемся с вами»         |

## Награды и номинации
| Год  | Церемония                               | Номинация                                      | Номинируемая работа | Результат |
| ---- | --------------------------------------- | ---------------------------------------------- | ------------------- | --------- |
| 2009 | The Musical Awards                      | Награда за популярность                        | Сынни               | Победа    |
| 2013 | Mnet Asian Music Awards                 | Лучшее танцевальное выступление (мужское соло) | «Gotta Talk To U»   | Номинация |
| 2018 | MBC Plus X Genie Music Awards           | Артист Года                                    | Сынни               | Номинация |
| 2018 | MBC Plus X Genie Music Awards           | Лучший мужской артист                          | Сынни               | Номинация |
| 2018 | MBC Plus X Genie Music Awards           | Награда за популярность                        | Сынни               | Номинация |
| 2018 | Mnet Asian Music Awards                 | Песня Года                                     | «1, 2, 3!»          | Номинация |
| 2018 | Mnet Asian Music Awards                 | Лучшее танцевальное выступление                | «1, 2, 3!»          | Номинация |
| 2018 | Korea China International Film Festival | Звезда Халлю                                   | Сынни               | Победа    |
| 2018 | MelOn Music Awards                      | Лучший танцевальный трек (мужчины)             | «1, 2, 3!»          | Номинация |
| 2018 | SBS Entertainment Awards                | Приковывающий внимание                         | Сынни               | Победа    |
| 2019 | Seoul Music Awards                      | Главная награда                                | Сынни               | Номинация |
| 2019 | Seoul Music Awards                      | Награда за популярность                        | Сынни               | Номинация |
| 2019 | Seoul Music Awards                      | Награда K-Wave                                 | Сынни               | Номинация |
| 2019 | Spellemannprisen                        | Песня Года                                     | «Ignite»            | Номинация |